# Кобилецький Микола Мар'янович
Микола Мар'янович Кобиле́цький (нар. 6 грудня 1962, с. Ясениця-Сільна Дрогобицького району) — український правник, педагог. Доктор юридичних наук, професор Львівського національного університету імені Івана Франка.

## Життєпис
У 1989 році закінчив юридичний факультет Львівського державного університету імені Івана Франка.
Протягом 1989-1996 років працював юрисконсультом Франківського району Львова, Львівської міської і Львівської обласної рад.
З 1997 року — асистент кафедри основ права, а з вересня 2003 року — доцент кафедри теорії та філософії держави і права.
У лютому 1999 року захистив дисертацію на здобуття наукового ступеня кандидата юридичних наук на тему: «Утворення ЗУНР, її державний механізм та діяльність 1918-1923 рр.»
Одружений, виховує сина та дочку.

## Науковий доробок
Коло наукових інтересів — історія держави і права. Автор 1 монографії і більше 20 статей.

### Праці
- Кобилецький М. Хелмінське (кульменське) право / Микола Кобилецький // Підприємництво, господарство і право. — 2006. — № 1. — С. 120—125.
- Кобилецький М. М. Магдебурзьке право в Україні: (XVI — перша половина XIX ст.): іст.-прав. дослідження. — Л.: ПАІС, 2008. — 405 с.;
- Кобилецький М. M. Магдебурзьке право і його застосування в Україні (XIV — перша половина XIX ст.). — Автореферат дисертації на здобуття наукового ступеня доктора юридичних наук. — Львів, 2010. — 40 с.